# ژوزت دی
ژوزِت دی (فرانسوی: Josette Day‎; ۳۱ ژوئیهٔ ۱۹۱۴ – ۲۷ ژوئن ۱۹۷۸) هنرپیشه اهل فرانسه بود.
از فیلم‌هایی که در آنها نقش داشته می‌توان به دیو و دلبر (۱۹۴۶) و لوکرتزیا بورجیا (۱۹۳۵) اشاره کرد. او در ۳۶ سالگی ازدواج کرد و به‌طور ناگهانی از هنرپیشگی کناره گرفت.